# Né con te né senza di te
Né con te né senza di te è una miniserie televisiva italiana, prodotta da Notorius film e Rai 1 e andata in onda il 7 e l'8 ottobre 2012.

## Trama
Ambientato nel 1848, narra, con la tecnica del flashback la tormentata storia d'amore tra Francesca, una filatrice dal carattere libero e selvaggio, e il conte De Leonardi, in anni tumultuosi della storia italiana. 
La vicenda viene narrata da Filomena alla figlia dei due nel 1860.
Lazio 1848, Francesca una filatrice dal carattere libero e ribelle  ama da anni il conte Pietro DeLeonardi anch'egli ricambia il suo amore, ma egli tuttavia è costretto a sposare la contessa Olimpia per salvare suo zio dalla rovina, e il giorno stesso del matrimonio Francesca lo ferisce  al cuore ma la sera stessa la perdona, finendo a letto insieme, così da liberarla il giorno successivo. Ma in paese non è ben vista, anche se viene stimolata da un ufficiale dell'esercito pontificio: Cestra, che si è invaghito di lei. Francesca una sera per dimostrare a Pietro che non è una semplice amante, entra di nascosto nella sua stanza da letto e rimane appesa a una tela, ma quei rumori vengono sentiti anche da Cestra che nel tentativo di ucciderla viene colpito ad un occhio da Pietro per salvare la sua amata in fuga, e  da quel giorno è costretto a fuggire. Si batterà in favore dei contadini insieme ad altri ribelli, per combattere Cestra che dopo la morte dello zio di Pietro in accordo con il notaio ha ordinato di riprendersi le terre che ha lasciato in eredità, costringendoli con atti ribelli a vendere tutto allo stato, uccidendo però anche il marito di Filomena fedele amica di Francesca. Pietro  con l'aiuto di un amico riesce a liberarli nuovamente dalle loro terre ereditate. Un giorno, in fuga dopo aver chiesto a Francesca di andarsene perché era troppo pericoloso, viene ferito e portato a casa della moglie. Francesca sposa il padrone del telaio: Michele, che la ama, dopo aver notato di essere stata abbandonata da Pietro ma nonostante tutto Cestra per liberare il suo desiderio morboso verso la donna  uccide Michele. Francesca pensa che sia stato Pietro per gelosia perché Michele  aveva accanto a sé quando è stato ucciso l'anello di Piero, ma egli gli rivela di averlo ancora al dito e che la copia di suo zio data a sua insaputa a Cestra per liberarlo, poteva essere finito in mano altrui. Quel giorno stesso la coppia si riunisce e Francesca segue l'uomo che ama diventando una fuorilegge innamorata e incinta, ma per Pietro questo vuol dire pericolo e così cerca di mandare Libertà, la loro figlia, dalla moglie all'insaputa di Francesca. Ma la donna lo lascia e tenta invano di riprendersi sua figlia. Cestra però recupera Pietro, e Francesca a quel punto per salvarlo dalla fucilazione cede alle lusinghe di Cestra, ma è troppo tardi e Pietro è già stato giustiziato.
Nella seconda parte dopo la morte di Pietro, Francesca diviene capitana della banda, riuscendo a fuggire alla sua deportazione e sentenza grazie a Vincenzo figlio di Filomena. Una serie di eventi porterà Francesca e Pietro, che è riuscito a scappare dalla morte, divenuto capitano in cambio della libertà, a fuggire, invano e senza la loro bambina, impedito da Olimpia oramai affezionata, uccidendosi a vicenda per essere liberi  da morti come da loro promessa .
Libertà oramai si chiama Isabella, e con l'aiuto di Olimpia, fugge dal tentato matrimonio combinato diventando libera seguendo gli stessi ideali politici dei suoi genitori.